# فيليبي لاورينو
فيليبي لاورينو (بالإسبانية: Felipe Laurino)‏ هو لاعب كرة قدم أوروغواياني في مركز الهجوم، ولد في 23 أكتوبر 1989 في كانلونيس في الأوروغواي. لعب مع بنيارول وريفر بليت.

## وصلات خارجية
- فيليبي لاورينو على موقع قاعدة بيانات كرة القدم.إي يو (الإنجليزية)
- فيليبي لاورينو على موقع Soccerway.com (الإنجليزية)